# Lucy Cavendish College
Lucy Cavendish College est l'un des 31 collèges de l'université de Cambridge au Royaume-Uni. Ce collège pour femmes, fondé en 1965, accueille historiquement des étudiantes post-graduées. Elle s'ouvre à des étudiants masculins dès 2019, puis accueillera des étudiants de licence à partir de 2021.

## Historique
Fondé en 1965 par des chercheuses et des conférencières de l'université de Cambridge, pour qui les femmes n'étaient pas correctement représentées au sein de l'université, le collège Lucy Cavendish — nommé initialement Lucy Cavendish Collegiate Society — a emménagé dans ses locaux actuels en 1970. 
Il a reçu le droit de s'appeler Lucy Cavendish College en 1986, pour obtenir finalement le statut de collège de plein droit de l'université de Cambridge par charte royale (Royal Charter) de 1997.
Le collège est nommé en l'honneur de Lucy Cavendish, qui fit campagne pour la réforme de l'éducation des femmes. 
Le 1er septembre 2008, la critique littéraire Janet Todd est devenue la septième présidente du collège Lucy Cavendish.

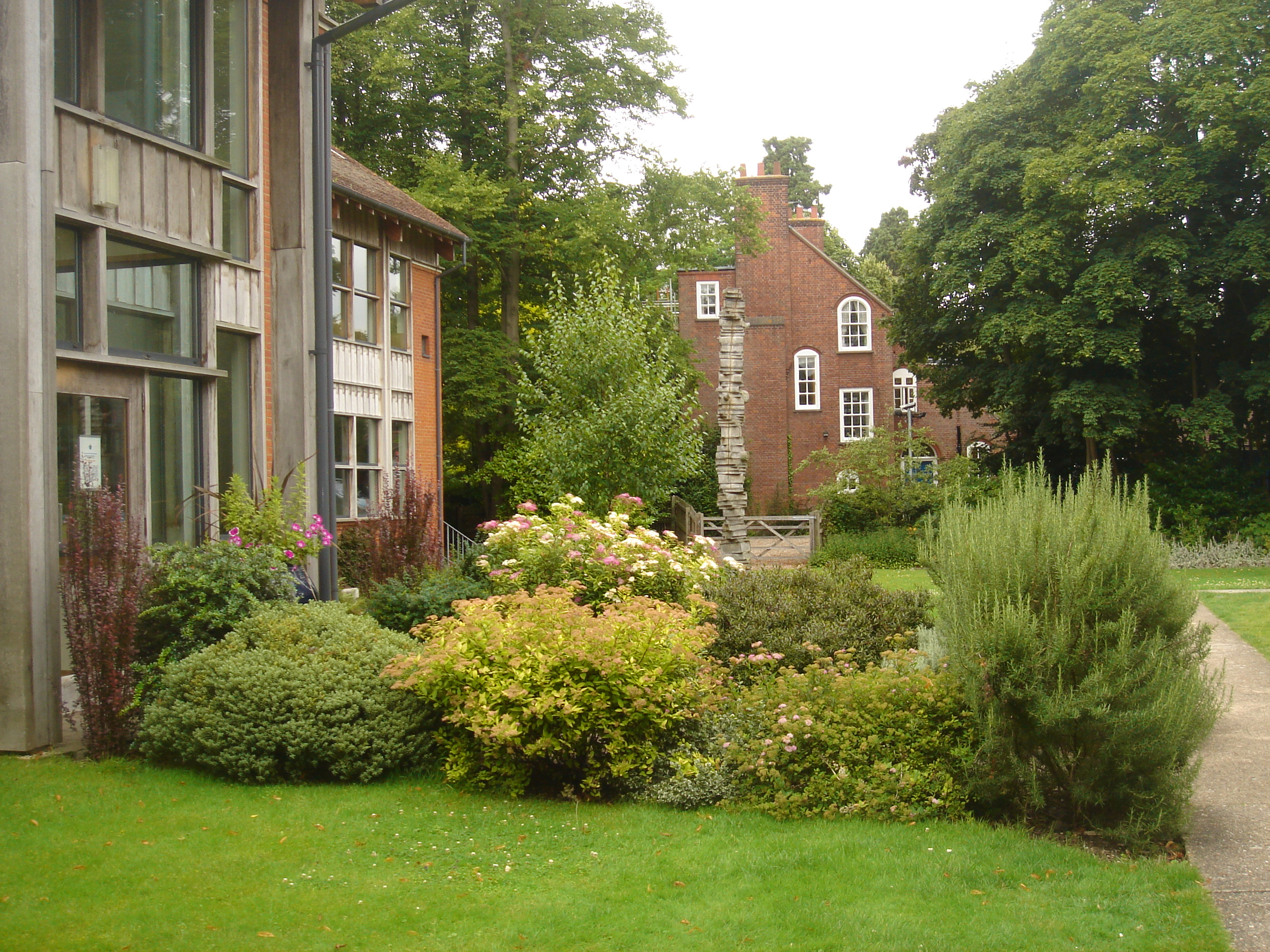
Bibliothèque du collège (à gauche).

Le collège modifie sa politique de recrutement pour la rentrée 2021, il accueille des étudiants sans condition de genre à partir de 2019 et inscrira des étudiants de première année de licence dès l'âge de 18 ans. Il souhaite notamment favoriser l'inscription à l'université de catégories sous-représentées jusque-là.